# Ánxela Loureiro
Ánxela Loureiro Fernández (Ferrol, 1956) es una escritora de literatura infantojuvenil. Cultiva diferentes géneros literarios como teatro, novela, poesía y guion cinematográfico. Ejerció la docencia en colegios e institutos de Ferrol y en el Centro de Formación y Recursos.

## Trayectoria
Se inició como escritora de teatro infantil con la obra titulada Olloǃ Hai lurpios na horta que consiguió el 1º Premio de Teatro Infantil del Ateneo Ferrolán y que se representó por toda Galicia en 1980. Aunque continuó escribiendo obras teatrales, en ocasiones gracias a las ayudas para la creación de la Consellería de Cultura, extendió su creatividad a otros géneros como la poesía y la novela.
Su poesía suele relacionarse con la música, pues es autora de numerosas canciones, por las que consiguió varios premios en el concurso Cantareliña, (San Sadurniño) y colaboró en diferentes publicaciones y discos.
Su primer libro de narrativa es Viaxe de ida e volta (Viaje de ida y vuelta), publicado en el año 1996. Posteriormente publicó Laia a nena da illa (Laia la niña de la isla), Camiño perigoso (Camino peligroso) (estos dos últimos finalistas del Premio Merlín de Edicións Xerais en diferentes convocatorias) y Ota quere voar (Ota quiere volar), por el que recibió los premios Lecturas y Frei Martín Sarmiento. En el año 2018 publicó Choiva de ras (Lluvia de ranas).
Estos últimos años se sumergió en el mundo del cine, en el cual escribió varios guiones cinematográficos dirigidos a la infancia: Pica-pica circus, guion de largometraje en plastilina para la productora Lua films; E por que II (Y por que II), 26 guiones de cortometrajes de animación con la temática de ejercicio físico y alimentación saludable; y Bruxarías (Brujerías) en 2015, guion de largometraje de animación para la productora Continental Producciones, nominada a la mejor película de animación en los Premios Platino 2017.
Su afición por la música la llevó a participar en varios grupos musicales y a dirigir coros infantiles como Ledicia (Alegría)" del que es su fundadora. Formó parte del grupo folk Saraibas, con el que actuó en numerosos escenarios de Galicia y Europa, y con el que grabó varios discos, incorporando su voz solista, instrumentos de percusión y realizando arreglos musicales.
Su profesión de maestra hace que colabore con ponencias y talleres en diversos foros educativos, que escriba artículos en revistas de carácter didáctico, que participe en la elaboración de libros de texto o que publique libros para el profesorado, como Canción para o ano (Canción para el año), donde invita a que se utilice la música popular en las aulas. En el campo educativo, además, impulsa la recuperación de los juegos tradicionales musicales y defiende su incorporación en las aulas como elementos de socialización.
En toda su obra muestra un especial interés por resaltar los valores de la solidaridad, amistad, igualdad y libertad. Su lenguaje, siempre, es coeducativo.
En marzo de 2019 presentó su libro Voces da memoria con ollos de muller, con el que pretende dar visibilidad a las mujeres luchadoras en el período 1970-1977 en Ferrol y su contribución para conseguir las libertades democráticas.

A elas, ás que estando presentes son ignoradas,
ás que sendo solidarias non levan premios,
ás que protagonizando non aparecen nos créditos,
ás que arriscando a súa vida non son heroínas.
A elas, ás que escribiron unha páxina da nosa historia en Ferrol.
Ás mulleres do 72.
Á miña nai e á miña irmá por ser parte deste relato.
A ellas, a las que estando presentes son ignoradas,
a las que siendo solidarias no llevan premios,
a las que protagonizando no salen en los créditos,
a las que arriesgando su vida no son heroínas.
A ellas, a las que escribieron una página de nuestra historia en Ferrol.
A las mujeres del 72.
A mi madre y a mi hermana por ser parte de este relato.
Dedicatoria de Ánxela Loureiro Fernández en Voces da memoria con ollos de muller 

## Obra

### Revistas
- Entrevista con Emilio Calatayud. Una oportunidad para la convivencia en Revista IDEA n.º 13.
- Cristina Almeida. A importancia de educar en igualdade en Revista IDEA nº14
- Nélida Zaitegi. A voz do diálogo en Revista IDEA n.º 15.

### Libros[13]
Teatro infantil
- Olloǃ Hay lurpios na horta. 1978.

#### Novelas infantiles y juveniles
- Viaxe de ida e volta. Edicións Xerais,1996.
- Laia, a nena da illa. Edicións Xerais. 1998 (Finalista do Premio Merlín)
- Camiño perigoso. Edicións Xerais, 2002 (Finalista do Premio Merlín 2002)
- Ota, quere voar. Edicións Xerais, 2003 (Premio Lecturas Galix 2005 e Premio Literario Frei Martín Sarmiento 2005)
- Choiva de ras. Edicións Xerais, 2018.

#### Libros didácticos
- Cancións para o ano. Edicións Xerais. 1995. (Textos, partituras y actividades didácticas dirigidas al profesorado)
- José Fontenla Leal un dinamizador do galeguismo. Edición del Concello de Ferrol (Unidade didáctica)

#### Libros de texto
- Coautora del libro de texto globalizado Nobelos de papel de Ediciones Generales.
- Colaboradora de los libros Música 3 , Música 4, Música 5 y Música 6 de Ediciones S.M.

#### Libros compartidos
- A fábrica de soños en el libro colectivo E dixo o corvo Edicións Junta de Galicia.
- Andrea Chapapote en el libro colectivo Contos de circo, cronopios e avións. Edicións Junta de Galicia 2005

#### Otros libros
- Voces da memoria con ollos de muller. Ayuntamiento de Ferrol, 2019

#### Canciones
- A buxaina brincadeira, Ris pun chis e Quen son? nos cadernos de Cantareliña II, III e VII respectivamente.
- A caracola, Pasan coches polas rúas, A castaña, Sol do outono, Os meus ollos, Estrela na noite, Nace unha planta, Noite de San Xoan, Facendo o disfrace, Despertar no galiñeiro, Arco da Vella, Son ecoloxista, O maio letras das cancións recollidas no libro As nosas cancións I e II de Edicións Música para todos.

### Discos
- Camino Longo. Grupo folk Saraibas. (Voz, percusión y arreglos).
- Cancións para o ano. Grupo folk Granizos. (Coordinación, voz, percusión y arreglos).
- Canción Poesía no disco colectivo Homenaxe a Celso Emilio Ferreiro. (Voz)
- Música 3 , Música 4 , Música 5 y Música 6 de Ediciones S.M. (Coordinación, arreglos musicales, voz y percusión)